# Инарч
Инарч (мађ. Inárcs) је насеље у централној Мађарској. Инарч је веће насеље у оквиру пештанске жупаније.

## Географија

### Локација
Инарч се налази источно од округа за заштиту пејзажа Оча, између Оче и Какуча, у близини аутопута М5. Североисточни део њене територије простире се на брдима пешчаног гребена Кишкуншаг, а јужни до границе мочваре Оча која припада пештанској равници. Значајан део сеоског атара покривају шуме.

## Историја
На територији насеља је до почетка 1600-их година постојало насеље под истим именом. Његово име се први пут појавило 1263. године у облику Инарх. У акту из 1332. године помиње се тадашња црква Сент Ђерђ, која по својим димензијама би и данас била импресивна. 
Племство је јачало крајем средњег века, а о моћи насеља јасно говори податак да је око 1450. године у школи радили признати учитељи, а ученици из Инарча похађали су универзитете у Кракову и Бечу. За време турских ратова у Мађарској становништво села је избегло у Нађкереш. Након одласка турака, првобитни власник породице Фаркаш није могао да оствари своја власничка права и била је принуђена да дели територију села са породицама Белезнај и Кедлевич. Због територијалне поделе и правне несигурности, ниједна породица није населила стално становништво на своја имања у Инарчу. До средине 19. века, једва 400 људи живело је у том крају на раштрканим фармама. У другој половини века дотадашњу испашу смењују све интензивнији облици земљорадње, што је довело до повећања становништва, почетком 20. века овде је живело већ 800 људи.
Инарч, као независно село, настало је у 20. веку. Густина насељености је додатно повећана увођењем савремених метода производње и постепеном поделом и парцелацијом некадашњих великих поседа. Отварање железничке пруге Будимпешта-Лајошмиже 1889. године, која је Будимпешту довела на једва сат времена, био је значајан догађај. Језгро данашње унутрашње територије Инарча настало је приликом поделе имања Лајоша Толнаја, али су доминантни део становништва и даље чинили слуге или ситни земљорадници који су живели на периферији. Прва школа и продавница у Инарчу изграђене су у годинама пре Другог светског рата. Пут ка самосталном развоју отворен је 1945. године, део села је проглашен за унутрашње подручје и створене су грађевинске парцеле, што је резултирало таласом досељавања. Становништво насеља брзо је расло због његове близине Будимпешти, удвостручило се у другој половини 20. века. Године 1973. Инарч и Какуч су спојени у једно насеље, али је „заједничка пропусница” трајала само до промене режима 1990. године.

## Становништво
Током пописа 2011. године, 86,4% становника изјаснило се као Мађари, 2,8% као Роми, 0,2% као Пољакиње, 0,7% као Немци, 0,5% као Румуни и 0,4% као Словаци (13,4% се није изјаснило).
Верска дистрибуција је била следећа: римокатолици 41,9%, реформисани 6,7%, лутерани 1,1%, гркокатолици 0,7%, неденоминациони 16% (29,1% се није изјаснило).